# Šim'on Ben Šlomo
Šim'on Ben Šlomo (hebrejsky שמעון בן שלמה‎, narozen 1942) je izraelský politik a bývalý poslanec Knesetu za stranu Šas.

## Biografie
Narodil se v Jemenu. V roce 1949 přesídlil do Izraele. Vystudoval ješivu v Be'er Ja'akov a náboženský učitelský seminář v Bejt Šemeš. Založil instituci Tora ve-Šalom.

## Politická dráha
V izraelském parlamentu zasedl po volbách v roce 1984, do nichž šel za Šas. Byl členem výboru práce a sociálních věcí, výboru pro zahraniční záležitosti a obranu, výboru finančního a výboru pro ústavu, právo a spravedlnost. V průběhu volebního období opustil poslanecký klub Šas a vystupoval pak jako nezařazený poslanec. Ve volbách v roce 1988 kandidoval za vlastní stranu nazvanou Jišaj - Jachad Šabtej Jisra'el (ישי – יחד שבטי ישראל), která ale mandáty nezískala.